# جيمس ديكي
جيمس ديكي (James Dickey) (2 فبراير 1923 - 19 يناير 1997)، هو كاتب وروائي وشاعر، وكاتب سيناريو أمريكي. ويُعد من أبرز روائيي أمريكا وشعرائها، وقد نال عام 1966م جائزة الكتاب القومي في الشعر عن ديوانه الاول «مختارات من الشعر»، كما فازت روايته الاولى «قرار الاستسلام» التي صدرت عام 1970م بجائزة ميديتشي الأدبية الفرنسية للكتب الاجنبية عام 1971م.

## روابط خارجية
- جيمس ديكي على موقع IMDb (الإنجليزية)
- جيمس ديكي على موقع الموسوعة البريطانية (الإنجليزية)
- جيمس ديكي على موقع إن إن دي بي (الإنجليزية)
- جيمس ديكي على موقع قاعدة بيانات الفيلم (الإنجليزية)